# Bel-Ami (telenovela)
Bel-Ami é uma telenovela brasileira, produzida pela extinta Rede Tupi e exibida de 26 de junho a 6 de novembro de 1972, às 20 horas, em 132 capitulos.
Escrita por Ody Fraga e Teixeira Filho e dirigida por Henrique Martins. Inspirada no livro homônimo de Guy de Maupassant.
Dos 132 capítulos originariamente exibidos, apenas 3 foram preservados, estando atualmente sob a guarda da Cinemateca Brasileira.

## Sinopse
Bel-Ami contava a história de um pobretão que adquiria prestígio ao ascender socialmente e dominar o mundo dos negócios, por intermédio de astúcia e esperteza. Ele impressionava os homens e as mulheres com o seu charme.

## Elenco
- Adriano Reys - Eduardo Colchibachy (Bel-Ami)
- Elaine Cristina - Ângela
- Márcia Maria - Hilda
- Maysa - Márika
- Oswaldo Loureiro - Rodolfo
- Márcia de Windsor - Lucinha
- Castro Gonzaga - Lorival
- Rildo Gonçalves - Petrônio
- Joana Fomm - Betina
- Fúlvio Stefanini - Manuel Carlos
- Antônio Fagundes - Cadu
- Gessy Fonseca - Miss Mary
- Carmem Silva - Dona Gertrudes
- Tereza Teller
- Marisa Sanches
- Luís Carlos de Moraes - Solano
- Eleonor Bruno
- Yolanda Cardoso - Norma
- Aracy Cardoso - Ana
- Cosme dos Santos - Pedroca
- Sílvia Leblon - Malu
- Abrahão Farc
- Maria Isabel de Lizandra
- Carlos Imperial
- Dulcemar Vieira - Geralda
- Sílvio Francisco - Lord Nelson
- Nelson Turini - Roberto
- Clenira Teixeira - Regina
- Leonardo Lambertini
- Dante Rui - Zé
- Dulcemar Vieira - Geralda
- Marisa Urban
- Suzy Darlen - Ruth
- June Bernacchi - Nice
- Lílian Novaes
- Aparecida Pimenta
- João Luiz de Almeida - Pinduca
- Cynira Arruda

## Trilha sonora
- "Bel-Ami" - Pete Dunaway
- "What Are You Doing With The Rest Of Your Life?" - Sara Chretien
- "Speak Softly Love" - Dave Gordon
- "The Lovers" - Bryan and His Orchestra
- "Theme From Summer Of '42" - Sara Chretien
- "What Are You Doing With The Rest Of Your Life?" - Orquestra Phonogram
- "Concert From a Summer" - Alan and His Orchestra
- "Run To Me" - Bee Gees
- "Sanctus Sanctus Hallellujah" - Barry Ryan
- "Carry Me" - Ernie Shelby
- "One Day" - Lucas Sideras
- "Lord, Don't You Think It's Time" - The Bells

Direção de produção: Cayon Gadia